# Clemens Cornielje
Clemens Gerard Antoon Cornielje (Lobith, 10 juni 1958 – Arnhem, 17 maart 2022) was een Nederlands politicus van de Volkspartij voor Vrijheid en Democratie (VVD). Hij was van 2005 tot 1 februari 2019 commissaris van de Koning in de provincie Gelderland. Eerder was hij lid van de Tweede Kamer der Staten-Generaal (1994-2005).

## Loopbaan
Cornielje was de zoon van Jozef Cornielje, burgemeester van de voormalige gemeente Angerlo. Hij doorliep de havo-opleiding bij het Liemers College in Zevenaar en volgde vervolgens de lerarenopleiding biologie en wiskunde in Nijmegen, na in dezelfde stad eerst korte tijd fysiotherapie te hebben gestudeerd. Van 1981 tot 1983 werkte hij als leraar.
Hij was reeds jong politiek actief gezien zijn lidmaatschap van de JOVD. Na 1983 werd hij medewerker van de VVD-fractie in de Tweede Kamer. Van 1988 tot 1989 was hij politiek adviseur van toenmalig vicepremier Rudolf de Korte. Daarna, tot zijn eigen verkiezing als lid van de Tweede Kamer in 1994, was hij hoofd voorlichting van de VVD-fractie.
Als Kamerlid ontwikkelde Cornielje zich tot onderwijsspecialist. Twee keer, in 2002 en 2003, hoopte hij door zijn partijleider te worden voorgedragen voor het staatssecretarisschap van onderwijs. Beide keren werd hij gepasseerd door Annette Nijs.
Cornielje verzette zich tegen de harde lijn op het gebied van integratie zoals die was ingezet door Ayaan Hirsi Ali en Geert Wilders. Zo was hij fel gekant tegen de afschaffing van artikel 23 van de Grondwet, waarin de vrijheid van onderwijs wordt geregeld.

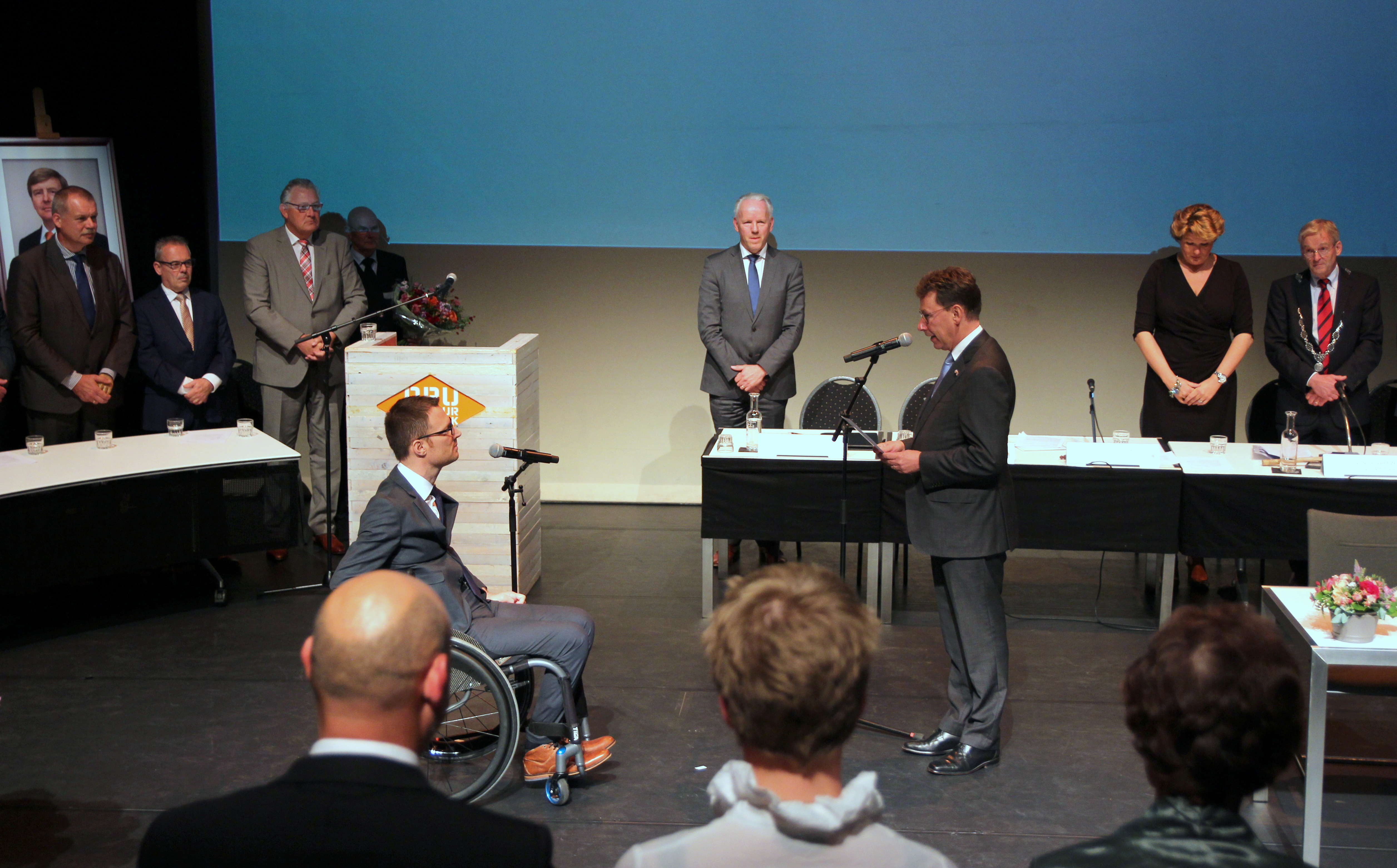
Cornielje bij de beëdiging van Otwin van Dijk tot burgemeester van Oude IJsselstreek, 2016.

Cornielje is altijd open geweest over zijn homoseksualiteit en heeft zich vooral in de jaren negentig, toen werd gediscussieerd over de openstelling van het huwelijk voor paren van hetzelfde geslacht, ingezet voor gelijke rechten voor hetero's en homo's. Ook heeft hij gepleit voor meer aandacht voor homoseksualiteit in het onderwijs. Hij was lid van het comité van aanbeveling van Stichting Yoesoef, het meld- en informatiepunt Islam en homoseksualiteit.
Op 30 augustus 2005 was Cornielje benoemd tot ridder in de Orde van Oranje-Nassau. Een dag later werd hij benoemd tot commissaris van de Koningin in Gelderland, als opvolger van Jan Kamminga. Op 2 februari 2011 werd hij door Provinciale Staten van Gelderland voorgedragen voor een nieuwe periode van zes jaar als commissaris. Eind juni 2012 werd hij bevorderd tot officier in de Orde van Oranje-Nassau. Minister Spies van Binnenlandse Zaken speldde de onderscheiding bij hem op.
Op 20 september 2017 opende hij samen met koning Willem-Alexander het compleet vernieuwde Huis der Provincie in Arnhem.
Op 11 april 2018 kondigde Cornielje zijn aftreden als commissaris van de Koning aan per 1 februari 2019. Als reden gaf hij dat het tijd werd voor een opvolger. Door zijn vertrek zo vroeg aan te kondigen, zou er volgens hem voldoende ruimte zijn om tijdig een opvolger te zoeken. Zijn politieke partij had hij laten weten open te staan voor het lidmaatschap van de Eerste Kamer. Uiteindelijk trad hij op 23 januari 2019 terug als commissaris van de Koning.

## Ziekte en overlijden
Begin 2010 werd bij Cornielje een kwaadaardige tumor geconstateerd waardoor hij zijn werkzaamheden moest neerleggen. In de loop van 2010 ging Cornielje weer aan het werk. Toen in mei 2015 opnieuw kanker werd geconstateerd ging Cornielje een behandeltraject in waarbij er weefsel naar de databank ging voor DNA-onderzoek van zijn tumor. Hierop kreeg hij een experimenteel medicijn dat bij patiënten met dezelfde DNA-foutjes ook helpt.
In april 2017 werd er een hersentumor ontdekt bij Cornielje. Op 17 maart 2022 overleed Cornielje aan de gevolgen van zijn ziekte.

## Onderscheidingen
- Ridder in de Orde van Oranje-Nassau op 30 augustus 2005.
- Officier in de Orde van Oranje-Nassau op 27 juni 2012.[5]

## Trivia
- Arriva rijdt in de Achterhoek met treinstel 10375, dat de naam 'Clemens Cornielje' draagt.
- Bij Kootwijk staat een wildviaduct over de N302 die eveneens met de naam 'Clemens Cornielje' pronkt.

- International Standard Name Identifier: 0000 0003 8913 8833
- Nederlandse Thesaurus van Auteursnamen: 265395941
- Parlement.com: vg09lll3pqzt
- Virtual International Authority File: 282513623